# السلام الذري
السلام الذري (بالاتينية: Pax Atomica) هو أحد المصطلحات التي استخدمت أحيانًا لوصف فترة التوترات الشديدة دون صراع عسكري كبير بين الولايات المتحدة والاتحاد السوفييتي أثناء الحرب الباردة. ويُستخدم المصطلح أيضًا في بعض الأحيان لوصف فترة ما بعد الحرب العالمية الثانية / ما بعد القنبلة الذرية بأكملها. في التطبيق الضيق للعبارة، والذي ينطبق فقط على حقبة الحرب الباردة، تشير العبارة إلى الحجة القائلة بأن الاستقرار بين القوتين العظميين كان سببه ترسانات الأسلحة النووية الضخمة التي يمتلكها كل جانب والتي أدت إلى حالة من الدمار المتبادل المؤكد والردع. وهذا يعني أنه لو قامت إحدى القوى العظمى بشن هجوم نووي فإن القوة الأخرى كانت سترد بنفس الطريقة. وقد هدد هذا بتدمير كلا البلدين بالكامل، وربما نصف الكرة الشمالي بأكمله. وقد وصف جون لويس غاديس تلك الفترة بأنها فترة السلام الطويل.
في التطبيق الأوسع للعبارة، والذي ينطبق على كامل فترة ما بعد الحرب العالمية الثانية، تشير العبارة إلى الحجة القائلة بأن امتلاك الأسلحة النووية من قبل العديد من القوى الكبرى في العالم كان يميل إلى منع اندلاع حرب واسعة النطاق بين أي من هذه القوى العديدة، أيضًا بسبب احتمال حدوث تدمير مؤكد مشترك.
العبارة مشتقة من مصطلح السلام الروماني الأكثر شيوعًا، والذي يصف فترة الاستقرار تحت الهيمنة الرومانية خلال العصر الروماني.